# 大谷駅 (樺太)
大谷駅（おおたにえき）は、かつて樺太豊栄郡落合町に存在した鉄道省樺太東線と帝国燃料興業会社内淵線の駅である。

## 歴史
- 1911年（明治44年）12月2日：樺太庁鉄道東海岸線富岡駅 - 小谷駅間(26.2km)延伸開業により設置。
- 1943年（昭和18年）4月1日：南樺太の内地化にともない、鉄道省（国有鉄道）に編入。
- 1944年（昭和19年）4月1日：帝国燃料興業会社内淵鉄道線の当駅 - 内淵駅間(23.2km)が開通、連絡駅となる。
- 1945年（昭和20年）8月：ソ連軍が南樺太へ侵攻、占領し、駅も含め全線がソ連軍に接収される。
- 1946年（昭和21年）
  - 2月1日：日本の国有鉄道の駅としては書類上廃止。
  - 4月1日：ソ連国鉄に編入。ロシア語駅名は「ソコル」。
- 2019年
  - 5月31日：ソコル - ブイコフ間が廃止。

## 運行状況
- 上りは大泊駅行き5本と、豊原駅行き2本、大泊港駅行きが1本が運行されていた。
- 下りは落合駅行き4本と、敷香駅行き2本と上敷香駅行きと知取駅行き各1本が運行されていた。
- 帝国燃料興業会社内淵線は内淵駅の間を1日4往復していた。

現在はユジノサハリンスク駅とチーハヤ駅、トマリ駅発着の各1往復、ユジノサハリンスク駅、ノグリキ駅発着の特急1往復のみ停車する。

## 駅周辺
- 大谷飛行場(1983年の大韓航空機撃墜事件のソ連軍用機はここから飛び立った。)

## 隣の駅
鉄道省樺太鉄道局
樺太東線
深雪駅 - 大谷駅 - 小谷駅
帝国燃料興業会社
内淵鉄道線
大谷駅 - 黒川駅